# Palais de justice de Lima
Le palais de justice de Lima (en espagnol : Palacio de Justicia), capitale du Pérou, est un bâtiment construit de 1929 à 1939 pour servir de siège aux tribunaux de la Cour suprême.
Il attire l'attention, non pour son originalité architecturale, mais par le fait qu'il est une tentative de reproduction du palais de justice de Bruxelles, œuvre de Joseph Poelaert.
Cette œuvre d'imitation, par l'architecte d'origine polonaise Bruno Paprowsky, est toutefois de dimensions plus petites que son modèle bruxellois. L'espace intérieur est plus étriqué et la coupole n'a pas été construite, alors qu'à Bruxelles elle culmine à 103 mètres.